# América Futebol Clube (Manaus)
Pour les articles homonymes, voir América Futebol Clube.
 (février 2024).
Si vous disposez d'ouvrages ou d'articles de référence ou si vous connaissez des sites web de qualité traitant du thème abordé ici, merci de compléter l'article en donnant les références utiles à sa vérifiabilité et en les liant à la section « Notes et références ».
América Futebol Clube est un club brésilien de football basé à Manaus, dans l'État de l'Amazonas.

## Palmarès
- Championnat de l'Amazonas de football (6) :
  - Champion : 1951, 1952, 1953, 1954, 1994, 2009.